# Stereometria

Istnieje pięć wielościanów foremnych (brył platońskich) – elementarne twierdzenie stereometrii euklidesowej, udowodnione najpóźniej przez Teajteta (IV w. p.n.e.)

Stereometria – geometria przestrzeni trójwymiarowej. Pojęcie to odnosi się najczęściej do przestrzeni euklidesowej, ale może też dotyczyć przestrzeni hiperbolicznej i rzutowej.
Przedmiotem jej badań są własności brył oraz przekształcenia izometryczne i afiniczne przestrzeni.
Fundamentalne własności przestrzeni trójwymiarowej: 
- istnieją cztery punkty nienależące do jednej płaszczyzny,
- przez trzy punkty nieleżące na jednej prostej można poprowadzić dokładnie jedną płaszczyznę,
- dwie różne płaszczyzny są albo rozłączne albo mają wspólną prostą[a].

## Ewolucja

Helisa – przykład krzywej trójwymiarowej

Kwadryki – powierzchnie stopnia drugiego

Stereometrię rozwijano już w starożytności; między innymi obliczono pola powierzchni i objętości różnych brył – zwłaszcza wielościanów i prostych figur obrotowych jak walec, stożek i kula. W starożytnej Grecji udowodniono też istnienie dokładnie pięciu brył platońskich, opisano wielościany półforemne (archimedejskie) i postawiono problem konstrukcyjny podwojenia sześcianu zwany też problemem delijskim.
Dalsze postępy przyniosła nowożytność; analiza matematyczna pozwoliła na obliczenie pól powierzchni i objętości szerszej klasy brył, co potrafiło prowadzić do paradoksów jak róg Gabriela. Oprócz tego:
- w XVI wieku opisano loksodromę,
- w XVII wieku opisano krzywą Vivianiego, a Johannes Kepler wysunął wtedy pewną hipotezę o upakowaniu sfer (postulat Keplera);
- w XVIII wieku Leonhard Euler udowodnił pewną właściwość wielościanów wypukłych, zwaną niezmiennikiem Eulera, a Paul Halcke podał przykład cegiełki Eulera; zaczęto też rozważać problem nazwany potem zagadnieniem Plateau – Euler wykazał, że katenoida rozwiązuje pewien problem ekstremum;
- XIX wiek przyniósł dowód, że problem delijski jest nierozwiązywalny, na mocy twierdzenia Wantzela. Zaczęto też rozważać wielościany Catalana i powierzchnie o niespotykanej wcześniej topologii jak wstęga Möbiusa czy butelka Kleina;
- w XX wieku opisano wielościany Johnsona oraz rozwinięto badania nad postulatem Keplera;
- w XXI wieku ostatecznie udowodniono postulat Keplera oraz opisano gömböc – figurę o unikalnych własnościach równowagi[potrzebny przypis].

W nowożytności rozwinięto też teorię węzłów, którą można zaliczać do stereometrii, choć jest to dział topologii.
W 2022 roku problemem otwartym pozostaje istnienie prostopadłościanu idealnego; jest to zagadnienie z teorii liczb, jednak postawione na gruncie euklidesowej stereometrii.

## Uczeni
Stereometrii przysłużyli się między innymi:

- Teajtet (410–368 p.n.e.)
- Archimedes z Syrakuz (287–212 p.n.e.)
- Pappus z Aleksandrii (290–350)
- Vincenzo Viviani (1622–1703)
- Johannes Kepler (1571–1630)
- Paul Halcke
- Leonhard Euler (1707–1783)
- Louis Poinsot (1777–1859)
- Eugène Charles Catalan (1814–1894)